# Mihai Marinescu
Mihai Marinescu, född 25 januari 1989 i Brașov, är en rumänsk racerförare.

## Racingkarriär
År 2005 började Marinescu med formelbilsracing, då han testade på fyra olika formel Renault-mästerskap. Det var i Formula Junior 1600 Italy som det gick bäst, där han blev tvåa efter Pasquale Di Sabatino, och han hade bland annat Jaime Alguersuari bakom sig. Han fortsatte 2006 och 2007 med olika mästerskap i formel Renault-bilar, men nådde aldrig toppen. 2008 bytte han från Formel Renault till Formel BMW. Det blev inga större framgångar där heller, men under säsongen gjorde han även ett inhopp i International Formula Master, där han blev trea i sitt första race. 2009 tävlade han i den största av alla formel Renault-klasser; Formula Renault 3.5 Series. Han lyckades där inte ta en enda poäng på elva tävlingar och slutade 30:e totalt. Säsongen 2010 körde Marinescu i FIA Formula Two Championship och slutade på elfte plats totalt, efter att bland annat satt snabbaste varv i det andra racet på Autodromo Nazionale Monza. I detta mästerskap fortsätter han även 2011.
| År                                               | Klass/Mästerskap                               | Team                           | Bil                        | Totalt/poäng   | Bästa placering                   |
| ------------------------------------------------ | ---------------------------------------------- | ------------------------------ | -------------------------- | -------------- | --------------------------------- |
| 2005                                             | Formula Junior 1600 Italy                      | AP Motorsport                  | ?                          | 2:a/200p       | Två segrar                        |
| 2005                                             | Formula Renault 1.6 Belgium                    | District Racing                | ?                          | 3:a/142p       | Tre segrar                        |
| 2005                                             | Formula Renault 2.0 Eurocup                    | Prema Powerteam                | ?                          | -/0p           | 21:a på Estoril (Race 2)          |
| 2005                                             | Formula Renault 2.0 Italia Winter Series       | AP Motorsport                  | ?                          | 9:a/13p        | 6:a på Adria (Race 2)             |
| 2006                                             | Formula Renault 2.0 Italia                     | AP Motorsport                  | ?                          | 11:a/50p       | 2:a på Hockenheim (Race 2)        |
| 2006                                             | Formula Renault 2.0 Northern European Cup      | Petrom District Racing         | Tatuus FR2000 (Renault)    | 6:a/175p       | 2:a på Assen (Race 1)             |
| 2006                                             | Championnat de France Formula Renault 2.0      | Petrom District Racing         | Tatuus FR2000 (Renault)    | -/0p           | 10:a på Magny-Cours (Race 2)      |
| 2007                                             | Formula Renault 2.0 Eurocup                    | Petrom District Racing AP      | Tatuus FR2000 (Renault)    | 11:a/37p       | 3:a på Hungaroring (Race 1)       |
| 2007                                             | Formula Renault 2.0 Italia                     | Petrom District Racing AP      | Tatuus FR2000 (Renault)    | 5:a/206p       | Två andraplatser                  |
| 2007                                             | FIA GT3 European Championship                  | RPM International Racing       | Dodge Viper Competition    | -/0p           | ?                                 |
| 2007                                             | Brittiska F3-mästerskapet - Nationella klassen | Räikkönen Robertson Racing     | Dallara F303 (Mugen Honda) | -/0p           | ?                                 |
| 2008                                             | Formula BMW Europe                             | FMS International              | Mygale FB02 (BMW K1200RS)  | 11:a/118p      | 4:a på Silverstone (Race 2)       |
| 2008                                             | Formula BMW Americas                           | Integra Motorsports            | Mygale FB02 (BMW K1200RS)  | -/0p           | 5:a på Gilles Villeneuve (Race 1) |
| 2008                                             | International Formula Master                   | Pro Motorsport                 | Formula S2000 (Honda)      | 22:a/6p        | 3:a på Monza (Race 1)             |
| 2008                                             | Formula BMW Pacific                            | Motaworld Racing               | Mygale FB02 (BMW K1200RS)  | -/0p           | 1:a på ? (Race ?)                 |
| 2009                                             | Formula Renault 3.5 Series                     | Interwetten.com                | Dallara FR35 (Renault)     | -/0p           | 11:a på Hungaroring (Race 2)      |
| 2010                                             | FIA Formula Two Championship                   | KG Clean Energy (huvudsponsor) | Williams JPH1B F2 (Audi)   | 11:a/68p       | 4:a på Algarve (Race 2)           |
| 2011                                             | FIA Formula Two Championship                   | Romania (huvudsponsor)         | Williams JPH1B F2 (Audi)   | säsongen pågår | säsongen pågår                    |
| Senast uppdaterad: 2011-05-06 (4978 dagar sedan) |                                                |                                |                            |                |                                   |